# Spiral (preventivmedel)

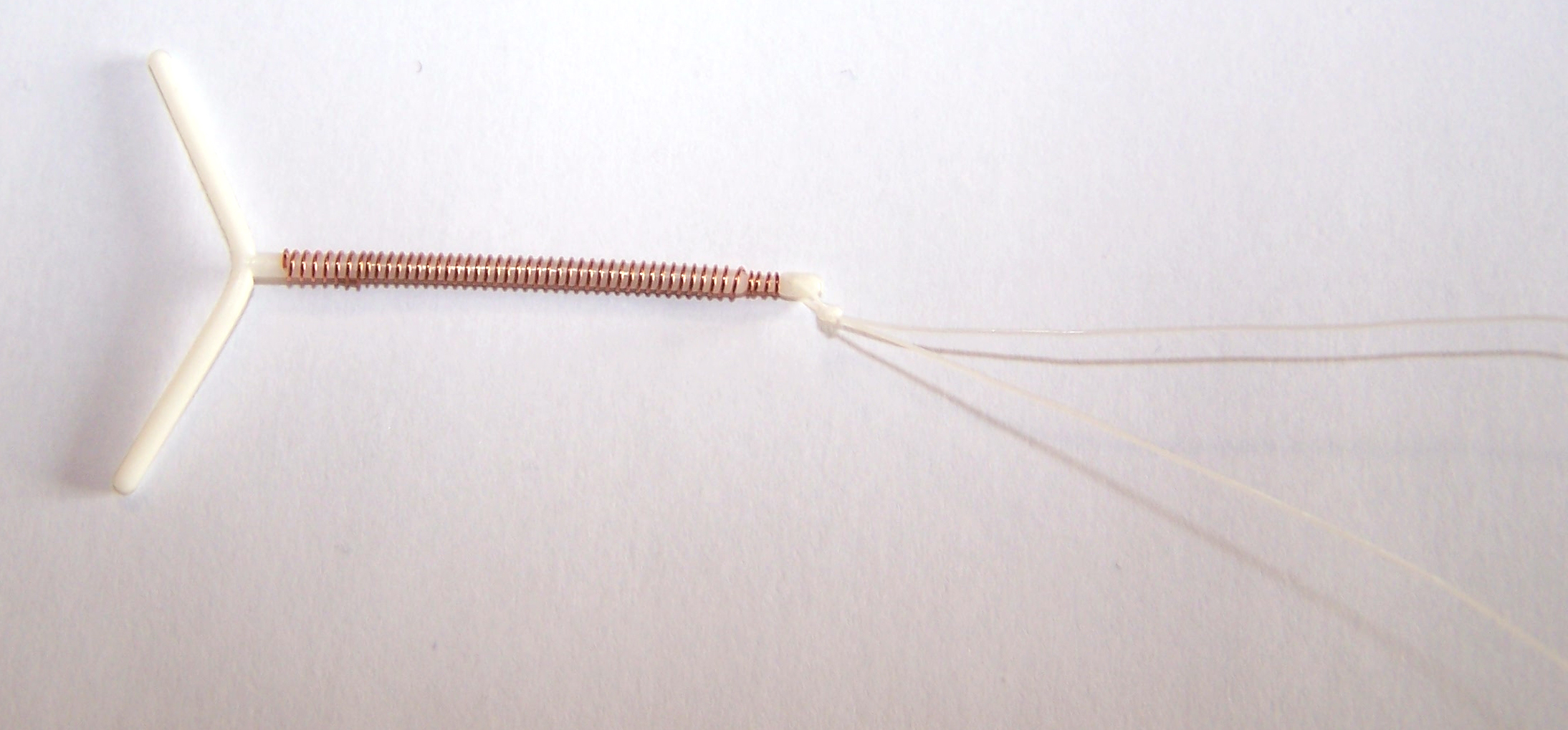
Kopparspiral.

Spiral, även kallat livmoderinlägg, är ett preventivmedel som förs in i livmodern och ger ett effektivt skydd mot oönskad graviditet. Namnet kommer från den ursprungliga formen, men idag är de flesta formade som ett T. Insättning av spiral sker hos gynekolog eller barnmorska.  

## Bakgrund
Spiral är en effektiv och populär preventivmetod som använts sedan 1960-talet och idag används av cirka 159 miljoner kvinnor globalt. Spiralen kan innehålla koppar (kopparspiral) eller gestagen (hormonspiral) och sätts in i livmoderhålan för att förhindra befruktning. Spiralen är en av de säkraste preventivmetoderna som finns, med ett pearl-index som varierar mellan 0,2 och 0,8. Effektiviteten är jämförbart med perfekt användning av många p-piller, men spiralen är klart säkrast vid "typisk" användning eftersom den inte är användarberoende (det vill säga, till skillnad från p-piller kan man inte missa enskilda doser). Spiralen kan verka effektivt mellan tre och åtta år, beroende på vilken typ av spiral som används. Därefter bör spiralen avlägsnas eller bytas ut mot en ny spiral.
Historiskt har spiral främst förskrivits till äldre kvinnor som fött barn. Detta förändrades i samband med Läkemedelsverkets uppdaterade rekommendationer 2014, som innebär att spiral även kan rekommenderas till unga kvinnor, kvinnor som inte fött barn och som förstahandsalternativ vid önskemål om preventivmedelsbehandling, eftersom unga kvinnor har ett stort behov av högeffektiva preventivmedel som inte är användarberoende. Varje förskrivning bör däremot föranledas av en individuellt anpassad preventivmedelsrådgivning.

### Komplikationer
Den vanligaste oönskade effekten av en spiral är smärta och för kopparspiral även ökade vaginala blödningar. Smärta är vanligt i samband med att spiralen sätts in och upp till två veckor efter spiralinsättning. Vid kvarstående smärtor efter två veckor bör spiralen tas ut. Hos ungefär 5 procent avlägsnar spiralen sig själv oftast i samband med menstruation. Om inga trådar sticker fram från livmoderhalsen kan närvaro av spiral bekräftas eller uteslutas med vaginalt ultraljud. Om användaren trots spiralinsättningen blir gravid är det mycket viktigt att utesluta ektopisk graviditet. Av det fåtal graviditeter som sker hos användare av hormonspiral är ungefär hälften ektopiska. Vid graviditet måste spiralen tas ut oavsett om användaren önskar fullgöra eller avbryta graviditeten. Perforation av livmodern drabbar ungefär 1 av 1 000 användare och är i regel symtomfri och förblir därför ofta odiagnostiserad.

## Kopparspiral

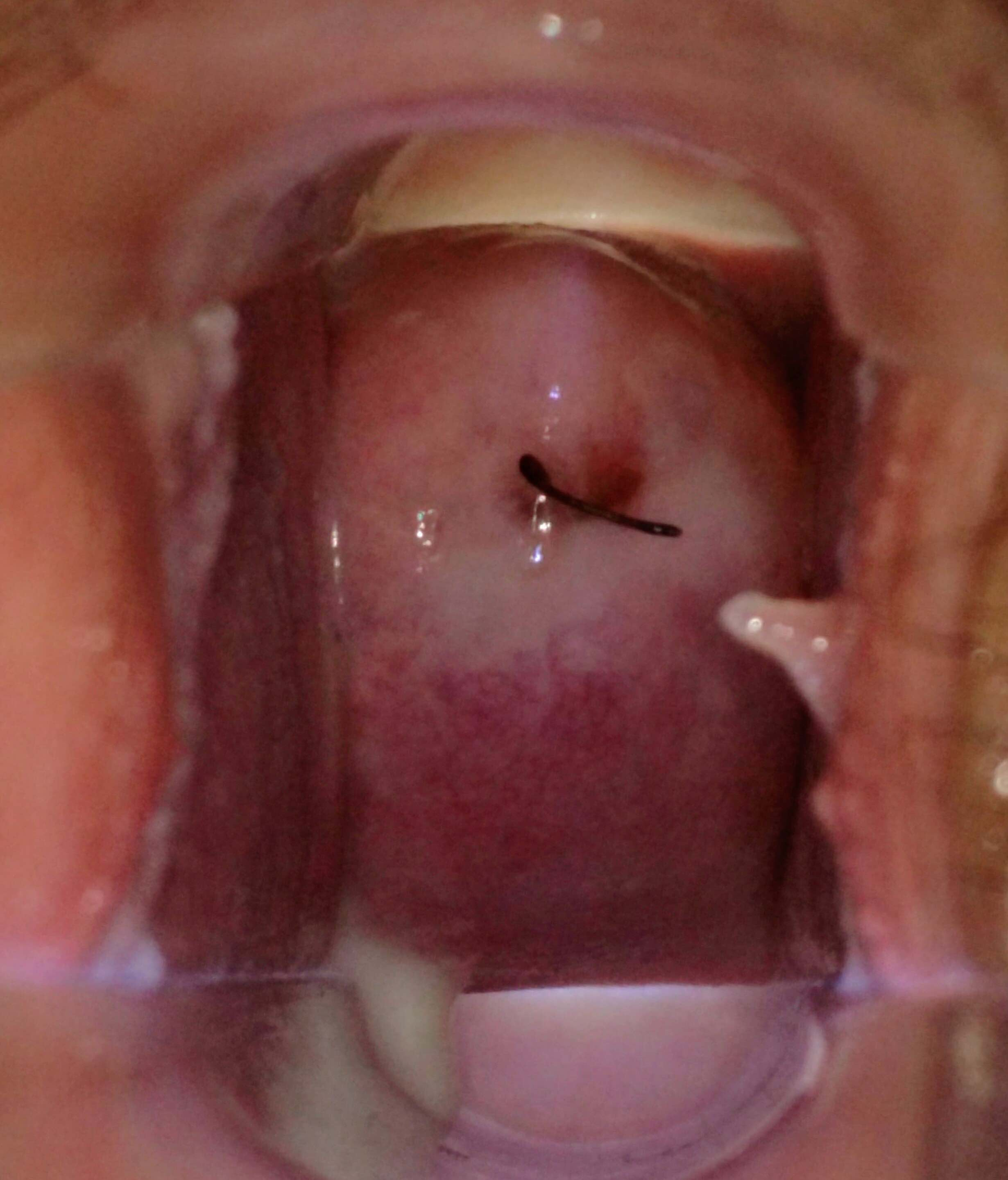
En vagina med normala vitaktiga flytningar på väggarna. I cervix ser man toppen av en spiral.

Kopparspiralen avger kopparjoner som är toxiska och orsakar spermiedöd. Kopparspiralen irriterar livmoderslemhinnan vilket förhindrar implantering av redan befruktade ägg, men brukar leda till ökad och förlängd mensblödning samt i vissa fall mellanblödningar. Kopparspiralen kan därför anses vara en dålig metod för kvinnor som redan har riklig eller smärtsam mens eller har problem med järnbrist, men en bra metod för kvinnor som önskar ett hormonfritt och säkert alternativ. En kopparspiral insatt inom fem dagar efter oskyddat sex är en effektiv form av akutpreventivmedel. Det anses vara den säkraste av de akuta preventivmetoderna och oavsett ger kopparspiralen effektivt skydd mot oönskad graviditet i upp till fem år.
I många regioner är kopparspiralen ett kostnadsfritt preventivmedel, men besöksavgift för spiralinsättning kan tillkomma.

## Hormonspiral
Hormonspiralen avger gestagener, syntetiska ämnen med samma funktion som kroppseget progesteron. Gestagenerna försvårar spermiernas transport genom livmoderhalsen (cervix) och själva livmodern (corpus) samt tillväxt och utveckling av livmoderslemhinnan (vilket behövs för implantation). Effekten är i stort sett bara lokal och läckaget av gestagener till resten av kroppen är begränsat och så även effekten på äggstockarna. Vissa användare kan ändå få systemiska biverkningar som bröstspänningar, humörpåverkan och lindrig akne, särskilt i samband med behandlingsstart.
Hormonspiraler finns i olika storlekar och är verksamma i tre, fem eller åtta år. Under de första månaderna är små mellanblödningar (ofta kallade stänkblödningar) vanliga, men på sikt brukar mensblödningarna minska avsevärt eftersom gestagenerna stabiliserar livmoderslemhinnan och förhindrar dess tillväxt. Hormonspiral är till skillnad från kopparspiral inte ett akutpreventivmedel och kan bara sättas in i förebyggande syfte. Mensblödningarna minskar i regel efter insättning och kan försvinna helt, särskilt vid användning av den större modellen. Om blödningar återkommer bör man kontrollera om spiralen stötts ut hos gynekolog.
Hormonspiraler är läkemedelsavgivande produkter och därför upptagna i FASS och omfattas av högkostnadsskyddet, vilket kan ge rabatt. Preventivläkemedel är dessutom kostnadsfria fram till dess att användaren fyllt 21 år i samtliga regioner.

### Medicinska indikationer
Hormonspiralen kan även användas som behandling för ett flertal medicinska tillstånd, som till exempel endometrios, dysmenorré (kraftiga menssmärtor) eller menorragi (rikliga mensblödningar).